# Ah sì?... E io lo dico a Zzzorro!
Ah sì?... E io lo dico a Zzzorro! è un film del 1975, diretto da Franco Lo Cascio.

## Trama
Nella Spagna occupata dai francesi, Zorro ha un incidente: sbaglia la misura e anziché cadere dall'alto sul proprio cavallo cade rovinosamente sul terreno. Padre Donato, amico di Zorro, è obbligato per giuramento a trovare momentaneamente un sostituto del famoso spadaccino. A causa di alcune circostanze, questo ruolo è ricoperto da Felipe, un irlandese sfaccendato e sbruffone, capitato per caso in Spagna e ricercato dai francesi. Le avventure alle quali parteciperà Felipe, cercando di imitare alla meno peggio il vero Zorro, nonostante la sua inclinazione alla bottiglia di vino si concludono con una vittoria ai danni di De Colegnac, un abile spadaccino. Alla fine, dopo diverse scazzottate, i francesi saranno definitivamente sconfitti, il popolo ritornerà ad essere sovrano e Felipe si sposerà con Rosita, la donna amata, partendo insieme a lei. Prima di allontanarsi, però, riappare il vero Zorro, ormai guarito, e viene festeggiato come se fosse il vero vincitore. Viene sollevato in aria più volte, riperde l'equilibrio e cade nuovamente. Invano padre Donato tenta di richiamare Felipe che si sta allontanando...

## Distribuzione
Il film, una commedia avventurosa parodistica, uscì lo stesso anno di un'altra parodia su Zorro, Il sogno di Zorro di Mariano Laurenti. Iscritto al Pubblico registro cinematografico con il n. 5.923, venne presentato alla Commissione di revisione cinematografica, presieduta da Antonino Drago, il 22 maggio 1975, e ottenne il visto censura n. 66.790 del 27 giugno 1975, senza operare alcun taglio. La lunghezza della pellicola è fissata a 2.580 metri. Ebbe la prima proiezione pubblica il 3 luglio 1975, ma nelle sale circolò poco e se ne ignora l'incasso. Venne proiettato in Spagna, paese coproduttore, con il titolo Las nuevas aventuras de Zorro. Nei paesi anglofoni venne proiettato con il titolo Mark of Zorro. Non ebbe considerazione presso la critica. Della colonna sonora esiste un long playing a 33 giri della Fonit Cetra, contenente 12 brani. È stato pubblicato in DVD dalla Perseo Video.

## Altri tecnici
- Arredatore: Marco Dentici
- Direttori di produzione: José Maria Cunilles, Otello Cocchi
- Aiuto regista: Luisa Alessandri, Jaime Villalte
- Segretarie di edizione: Rosa Biadiu, Silvia Petroni
- Ispettori di produzione: José Sanchez, Diego Spataro
- Segretaria di produzione: Maria Victoria Gomez
- Operatori alla macchina: Angelo Lannutti, Francisco Bermejo, Giuseppe Venditti, Alberto Vega
- Parrucchieri: Carmen Rodriguez, Maria Costanzi
- Fotografi di scena: Manuel Martinez, Carlo Alberto Cocchi